# 宮永岳彦
宮永 岳彦（みやなが たけひこ、1919年2月20日 - 1987年4月19日）は、日本の画家。

## 概要
静岡県磐田郡（現・磐田市）生まれ。名古屋市立工芸学校（現名古屋市立工芸高等学校）卒業後、松坂屋名古屋本店に入社。その後、第二次世界大戦の兵役の後、実家の神奈川県秦野市に戻り、松坂屋銀座店宣伝部に勤務しながら秦野市、後に東京都新宿区にて創作活動を行う。

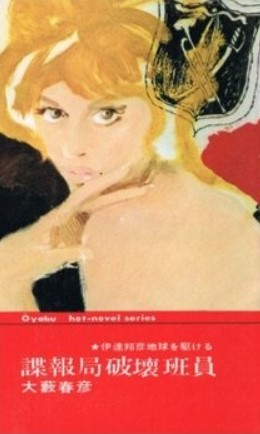
大藪春彦『諜報局破壊班員』（1965年）表紙

油絵をはじめ、小田急電鉄や全日本空輸、横浜開港祭のポスター、童画、週刊漫画TIMESなどの表紙画、挿絵、水墨画などの作品を残した。特に1955年の発売以来、現在に至るまでパッケージに使用されている「ぺんてるくれよん」のイラストがつとに有名である。その多才さから「器用貧乏」と揶揄されたが、「器用貧乏が勝つか、不器用が勝つか、勝負だ」と意に介さなかった。
1974年にはブラジルの日伯文化協会の依頼で、当時の皇太子（明仁親王）および皇太子妃（美智子）の肖像画『皇太子・同妃両殿下御肖像画』を描く。この作品は明治期以降、宮内庁の正式な許可を得て皇室を描いた唯一の作品といわれている。

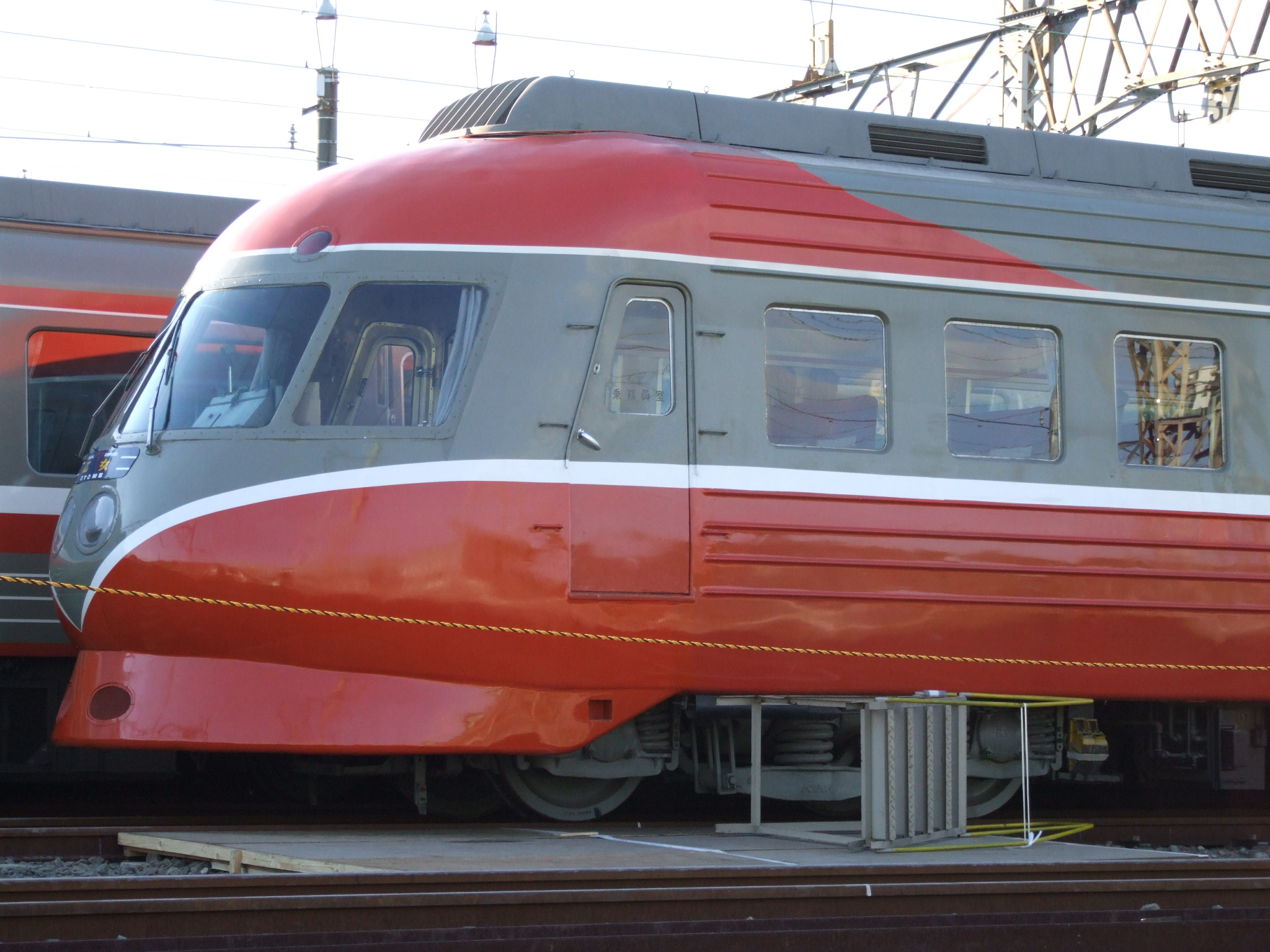
宮永が考案したカラーリング
（小田急ロマンスカー3000形）

秦野市に居住していた関係から、市内を走る小田急電鉄より新型特急車輛(小田急ロマンスカー3000形SE)のカラーリングの依頼を受け、オレンジバーミリオン■にシルバーグレー■のツートンを基調とし、白帯□を配した塗装を考案した。これは小田急ロマンスカーのシンボルカラーとなり、後に登場する3100形NSE、7000形LSEおよび小田急に接続する箱根登山鉄道の車両に引き継がれた。また、オレンジバーミリオンの配色は、50000形VSEや60000形MSE、30000形EXEα、70000形GSEといった後の時代の車両にも受け継がれている。
小田急電鉄での初仕事は1948年、小田急電鉄の依頼で小田急沿線の観光ポスター「江の島」「箱根」などを手がけたことから始まる。ロマンスカーの車内誌『武相旅情』や『車窓の春』などの表紙絵を描いたり、1962年43歳の頃、小田急百貨店開店に際してシンボルマーク、包装紙などを制作。墨線描でハルクの建物を浮かび上がらせたシックなデザインに仕上げた。
2019年3月29日、小田急電鉄が30年にわたり進めてきた複々線化事業(代々木上原駅 - 登戸駅間)完成の記念として、ポスターの原画をもとにした大型の陶板レリーフが制作され、下北沢駅改札内コンコース壁面に設置された。大型陶板レリーフ「出会いそして旅立ち」は、小田急グループの経営理念で謳われている「かけがえのない時間（とき）」と「ゆたかなくらし」をテーマとし、内弟子である宮永辰夫、小林敬生、日高康志が監修した。
晩年はルネッサンス美術を回顧したり、民族衣装を題材とした。民族衣装を描く際は、民族衣装はその民族が着ないと美しくないとして、各国の大使館に出向き、気に入ったモデルを探して描いた。

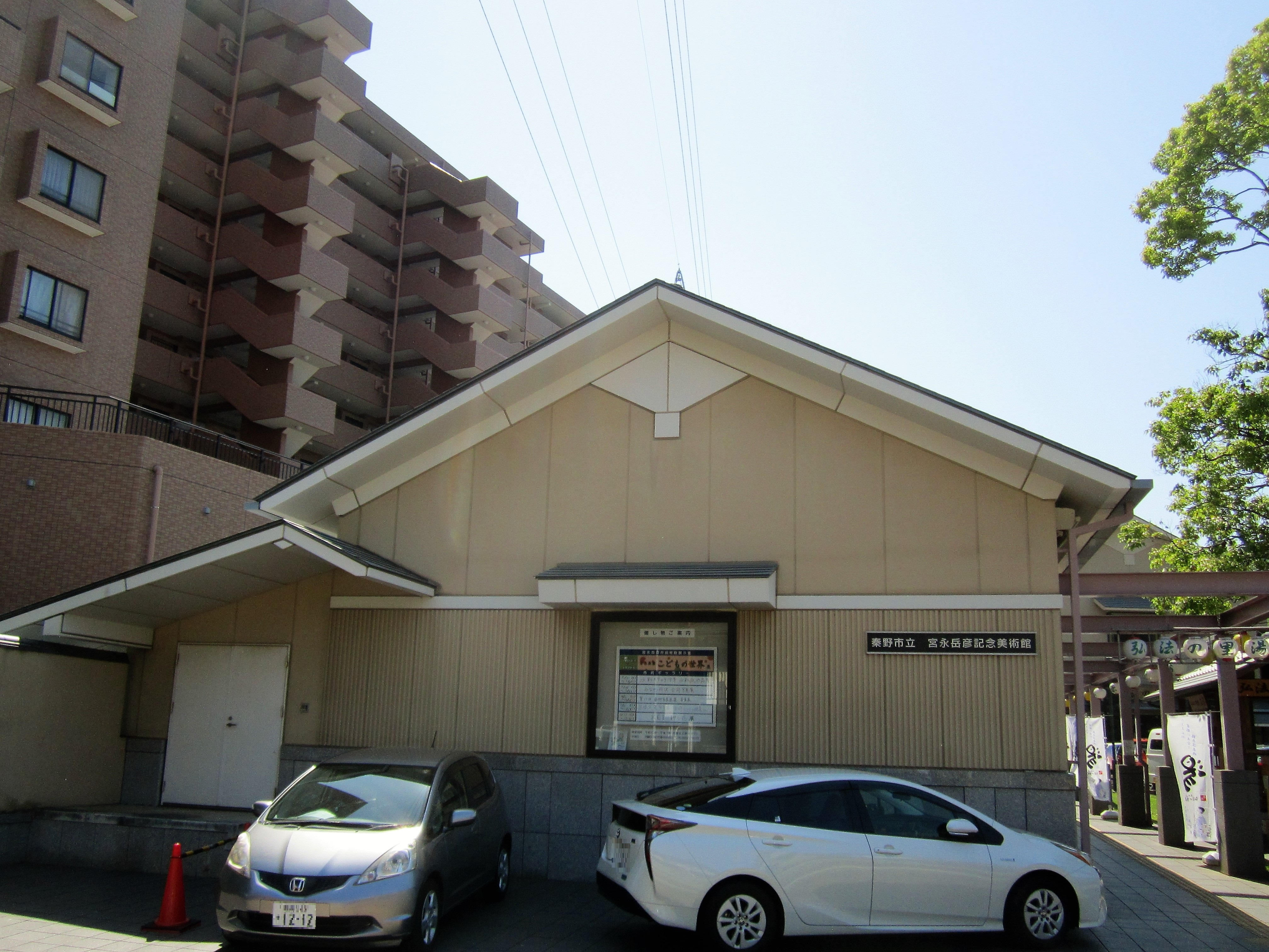
秦野市立宮永岳彦記念美術館（鶴巻温泉郷内）

## 経歴
- 1919年2月20日 静岡県磐田郡にて出生。
- 1931年 名古屋市立工芸学校入学。
- 1936年 松坂屋名古屋本店入社。
- 1942年 第29回二科展に初入選。
- 1946年 復員。松坂屋銀座店宣伝部勤務に。
- 1972年 二紀会理事就任。
- 1974年 秦野市功労者表彰受賞。
- 1979年 日本芸術院賞受賞[5]。
- 1986年 二紀会理事長就任。紺綬褒章受章。
- 1987年4月19日 消化管出血で死去。勲三等瑞宝章受章。